# Aka
Aka (lat. Acca), manji biljni rod iz porodice mirtovki rasprostranjen po Južnoj Americi: Peru, Bolivija, Brazil, Urugvaj. Vrsta A. sellowiana introducirana je i u tropsku Afriku, Yunnan, Niue, Juan Fernandez, te i u neke američke države: Kostarika, Meksiko, Kuba, Kolumbija

## Vrste
1. Acca lanuginosa (Ruiz & Pav. ex G. Don) McVaugh
2. Acca macrostema (Ruiz & Pav. ex G. Don) McVaugh
3. Acca sellowiana (Berg) Burret